# Iñaki Cerrajería
José Ignacio Zarrajeria García es un artista, pintor e ilustrador español, nacido el 29 de julio de 1957 en Vitoria (Álava, País Vasco). Firma sus historietas, dibujos y pinturas como Iñaki Cerrajería.

## Biografía
Cerrajería dibujó entre 1980 y 1987 la tira diaria Marizoro para el diario Deia, con guiones de Jesús Mari Alegría Pintu. Se presentó la maqueta del libro Marizoro en la exposición en la Sala Fundación Caja Vital de Álava. A partir de 1980, compaginó su trabajo de ilustrador gráfico con el de pintor. Fue colaborador gráfico de El Correo desde el año 1989 donde publicó una tira para la edición de Álava y otra para la edición de Miranda de Ebro, así como otros dibujos en las secciones deportiva, cultural y de opinión. Colaboró además en las revistas Araba Saudita, —con el pseudónimo El primo del Donato—, Artificio y Sustrai.
También ha trabajado como artista plástico en ETB-1, realizando los decorados y ráfagas de animación para el programa Katu Kale, así como en ilustraciones para otros medios. 
El Correo publicó una selección de ilustraciones titulada La ilustración: De la estación de autobuses al Artium pasando por el Párking al inaugurarse el Centro Museo Vasco de Arte Contemporáneo ARTIUM en 2002. Entre sus ilustraciones se encuentran las realizadas para el libro El Tiempo Congelado editado por AgrupArte en el 2007.

## Exposiciones
En 2004 inauguró la exposición de pintura abstracta Economías del deseo en la galería Trayecto de Vitoria.
Durante el verano de 2005 se ha exhibido en la sede del Centro de Estudios Ambientales en Vitoria una selección de tiras relacionadas con el medio ambiente.
Como artista plástico ha realizado numerosas exposiciones individuales y colectivas en el Centro Cultural Montehermoso de Vitoria, en el Museo de San Telmo de San Sebastián, Bilbao, Madrid, Basilea, Berlín, Lisboa y un largo etc. La mayoría de instituciones vascas atesoran obran suyas.

## Obra
Cerrajería intenta hacer humor de prensa diaria en su fórmula tradicional: sucesos de actualidad y personajes públicos le proporcionan el asunto, con el punto de vista de sus jefes , dibujo caricaturesco y trazo suelto transforma en chiste fácil o comentario irónico. «Este autor supone un punto de referencia junto con otro grupo de artistas alaveses interesados en la creación artística. Su interés se centra en la propia pintura que la trata con una abstracción que presenta una obra que en realidad es la acumulación de cuadros superpuestos.» 